# آدم‌ربایی (فیلم ۱۹۷۶)
آدم‌ربایی (انگلیسی: Snatch) با نام اصلی نهنگ قاتل (ایتالیایی: La Orca) فیلمی ایتالیایی به کارگردانی است که در سال ۱۹۷۶ منتشر شد. بازیگر زن فیلم رینا نیهاوس با اشاره به صحنه‌ای که در آن مَهبَلش به وضوح توسط میکله پلاچیدو انگشت می‌شود، گفت که نمی‌دانست این صحنه در نهایت چگونه در می‌آمد، زیرا زبان ایتالیایی را نمی‌فهمید.

## گزیدهٔ بازیگران
- میکله پلاچیدو
- رینا نیهاوس
- کارمن اسکارپیتا
- فلاویو بوچی
- برونو کوراتساری